# Gebhard von Grögling
Gebhard von Grögling (mort le 17 mars 1149) est évêque d'Eichstätt de 1125 à 1149.

## Biographie
Gebhard vient de la famille des comtes de Grögling-Hirschberg (de). Hartwig von Grögling-Dollnstein, évêque d'Eichstätt de 1196 à 1223, est son neveu.
Gebhard von Grögling participe à de nombreux Reichstag et synodes du Reich. Avec Gebhard von Henneberg, évêque de Wurtzbourg élu, il assiste à un synode provincial à Mayence, mais sa confirmation est retardée, il reçoit d'abord  le droit de régale par l'empereur Lothaire III. La cérémonie de réception se déroule le 27 novembre 1125 à Ratisbonne, où Gebhardt est également cité comme prieur de l'évêque d'Augsbourg, Hermann von Vohburg.
Après que dans le diocèse d'Eichstätt l'abbaye de Kastl (de) adopte la réforme de Hirsau, l'évêque Gebhard von Grögling impose cette réforme à l'abbaye de Heidenheim, d'abord en renouvelant les chanoines. Le pape Eugène III approuve cette procédure et le plan de Gebhard pour reconstruire un monastère bénédictin à Heidenheim. La mort de Gebhard en 1149 contrecarre le plan, son successeur Burchard est du côté des anciens chanoines qui rejettent la conversion. À l'instigation du chanoine Ilsungus, un réformiste, le pape Eugène III ordonne l'expulsion des chanoines de Heidenheim et l'établissement d'un monastère bénédictin. L'excommunication n'est pas prononcée, après de longues négociations à Nuremberg, ils acceptent cette nouvelle vie monastique.